# Hopkins L. Turney

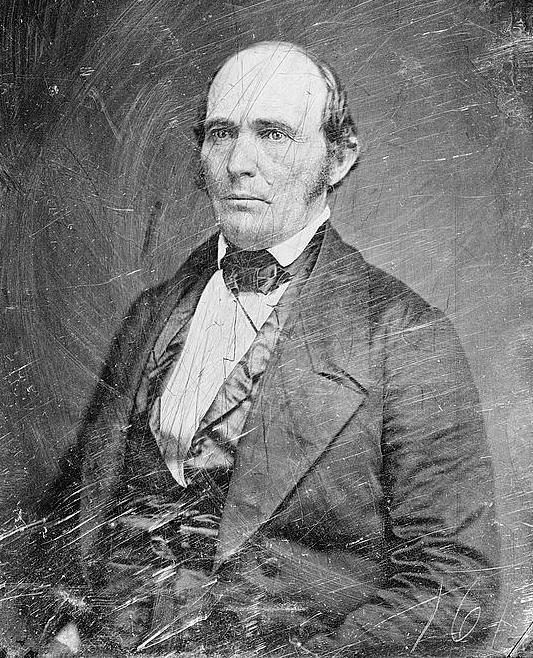
Hopkins L. Turney

Hopkins Lacy Turney (* 3. Oktober 1797 in Dixon Springs, Smith County, Tennessee; † 1. August 1857 in Winchester, Tennessee) war ein US-amerikanischer Politiker (Demokratische Partei), der den Bundesstaat Tennessee in beiden Kammern des Kongresses vertrat.
Als Jugendlicher absolvierte Turney eine Ausbildung zum Schneider. 1818 diente er als Soldat im ersten Krieg gegen die Seminolen. Nach seinem Abschied aus der Armee studierte er Jura, wurde in die Anwaltskammer aufgenommen und begann in Jasper als Jurist zu praktizieren. Später zog er nach Winchester um.
Sein erstes politisches Amt übernahm Turney 1828, als er ins Repräsentantenhaus von Tennessee gewählt wurde. Später bewarb er sich erfolgreich um einen Sitz im US-Repräsentantenhaus, dem er von 1837 bis 1843 angehörte. Nach zweijähriger Abwesenheit aus Washington wurde er von der Staatslegislative Tennessees 1845 in den US-Senat gewählt. Er absolvierte eine sechsjährige Amtszeit in der Kammer, während der er unter anderem dem Patentausschuss vorstand.
Nach seinem Ausscheiden aus dem Kongress kehrte er in seine Anwaltskanzlei zurück.